# Shankill
Shankill (en irlandais : Seanchill, « Vieille église ») est un faubourg au sud de Dublin, à la limite du Comté de Wicklow.
Au recensement de 2006, sa population était légèrement supérieure à 13 000 habitants.